# Fan Yilin
Fan Yilin (Shanghái; 11 de noviembre de 1999) es una gimnasta artística china, especialista en el ejercicio de barras asimétricas con el que ha llegado a ser doble campeona del mundo, en 2015 y 2017.

## Carrera deportiva
En el Mundial de Glasgow 2015 consigue el oro en asimétricas, empatada a puntos con otras tres gimnastas: la estadounidense Madison Kocian y las rusas Viktoria Kómova y Daria Spiridonova. Además logra la plata en el concurso por equipos —China queda situada tras Estados Unidos y por delante de Reino Unido; sus compañeras de equipo fueron: Chen Siyi, Mao Yi, Zhu Xiaofang, Shang Chunsong, Tan Jiaxin y Wang Yan.
En los JJ. OO. de Río de Janeiro 2016 logra el bronce en el concurso por equipos, tras Estados Unidos y Rusia; sus cuatro compañeras de equipo fueron: Mao Yi, Shang Chunsong, Tan Jiaxin y Wang Yan.
En el Mundial celebrado en Montreal (Canadá) en 2017 vuelve a ganar el oro en asimétricas —por delante de la rusa Elena Eremina y la neerlandesa Nina Derwael—.